# Shazia Ilmi
Shazia Ilmi (Kanpur, Uttar Pradesh, 1970) es una periodista, activista social y política india. Anteriormente fue periodista de televisión y presentadora en Star News. Fue portavoz del movimiento "India contra la corrupción" dirigido por Anna Hazare en 2011 y 2012. Dirigió una campaña de medios para un proyecto de ley anticorrupción (para instituir una ley en defensa del pueblo conocida popularmente como el proyecto de ley Jan Lokpal). Fue miembro del Ejecutivo Nacional del Partido Aam Aadmi, pero abandonó el partido en mayo de 2014 y se unió al partido Bharatiya Janata en enero de 2015.
Ilmi pasó 15 años colaborando en la producción de documentales y televisión. Fue productora y conductora del popular programa de noticias y actualidad Desh Videsh. Ha sido miembro de la Asociación Internacional de la Mujer en Radio y Televisión. Fue codirectora, con Radha Hola, de un documental de 1996 acerca de la feminista Vandana Shiva. La película, titulada Daughter of the Earth — Portrait of Vandana Shiva, ha sido exhibida en varios canales de televisión, incluyendo el Discovery Channel.